# 中央書局

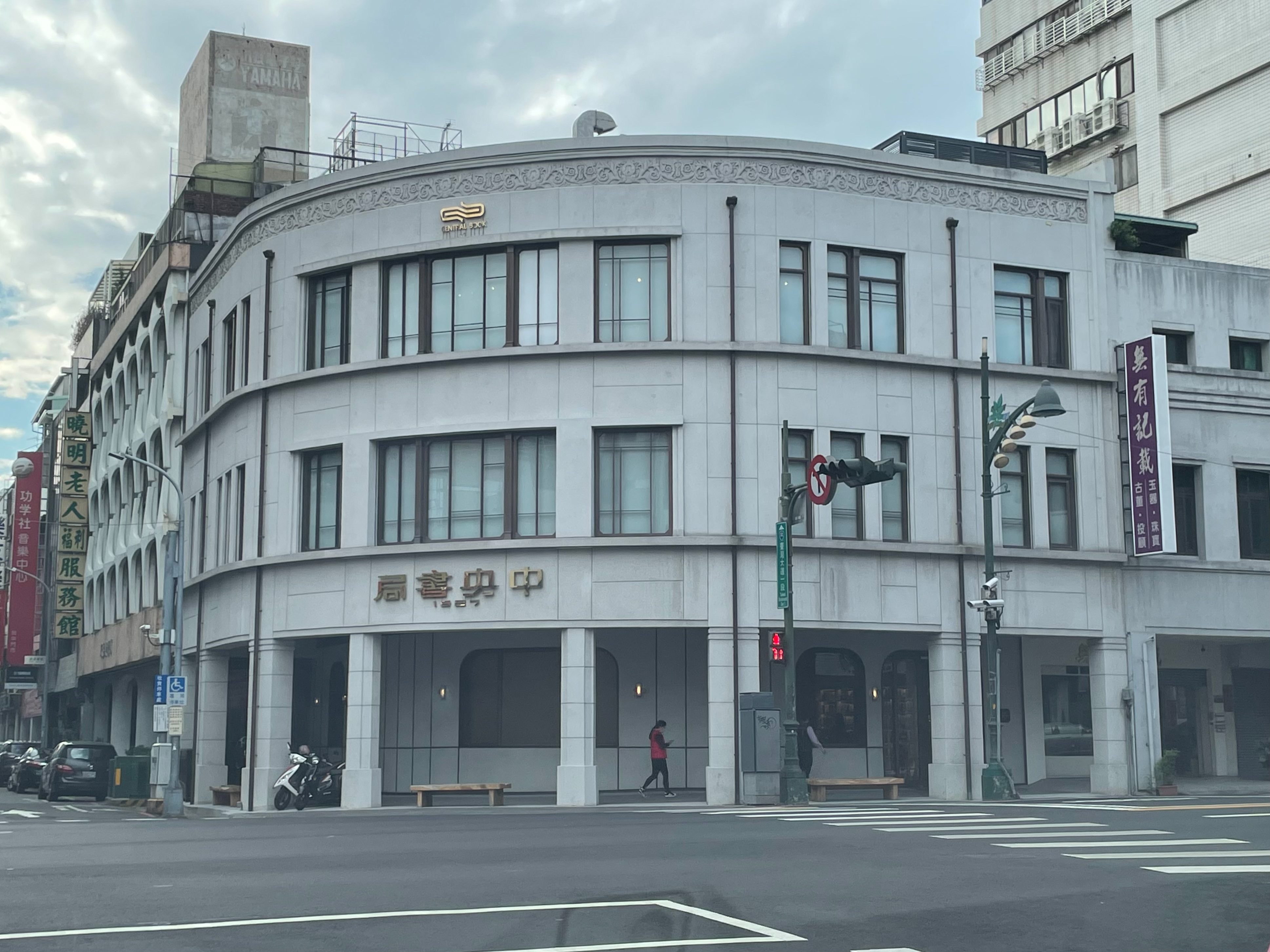
中央書局外觀

中央書局股份有限公司，簡稱中央書局，是一家總部位在臺中、由臺灣文化協會成員共同創立於1927年的出版業者兼書店。

## 歷史

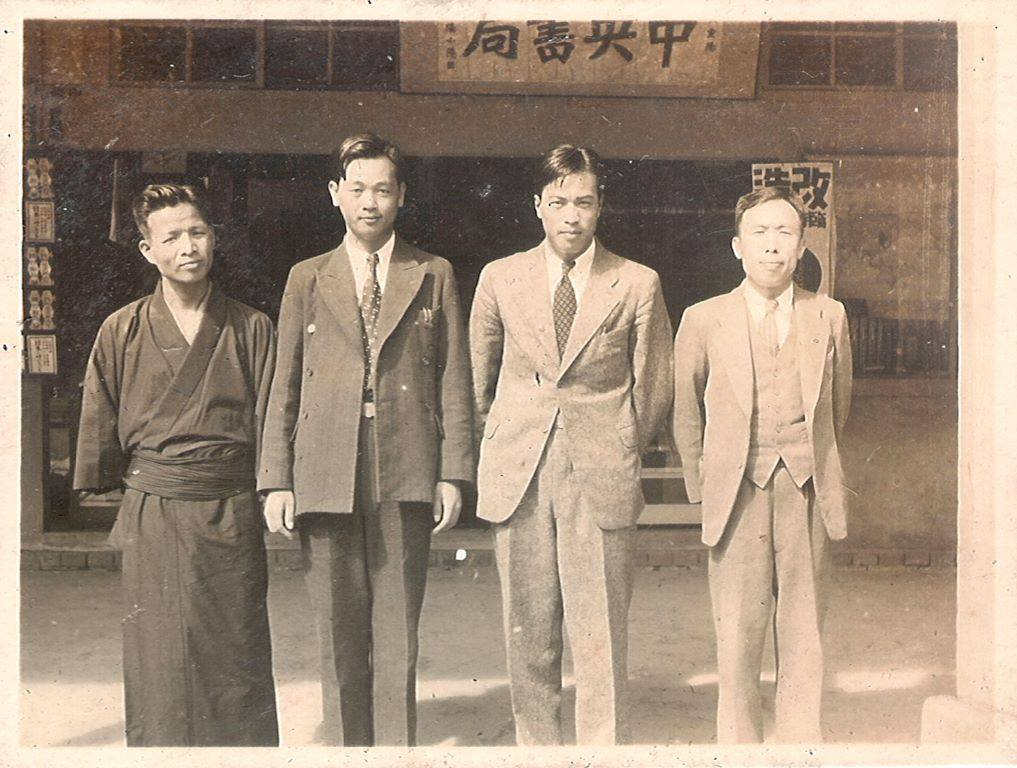
左起巫永福、（隔一人）張星賢、張星建，攝影於臺中中央書局前

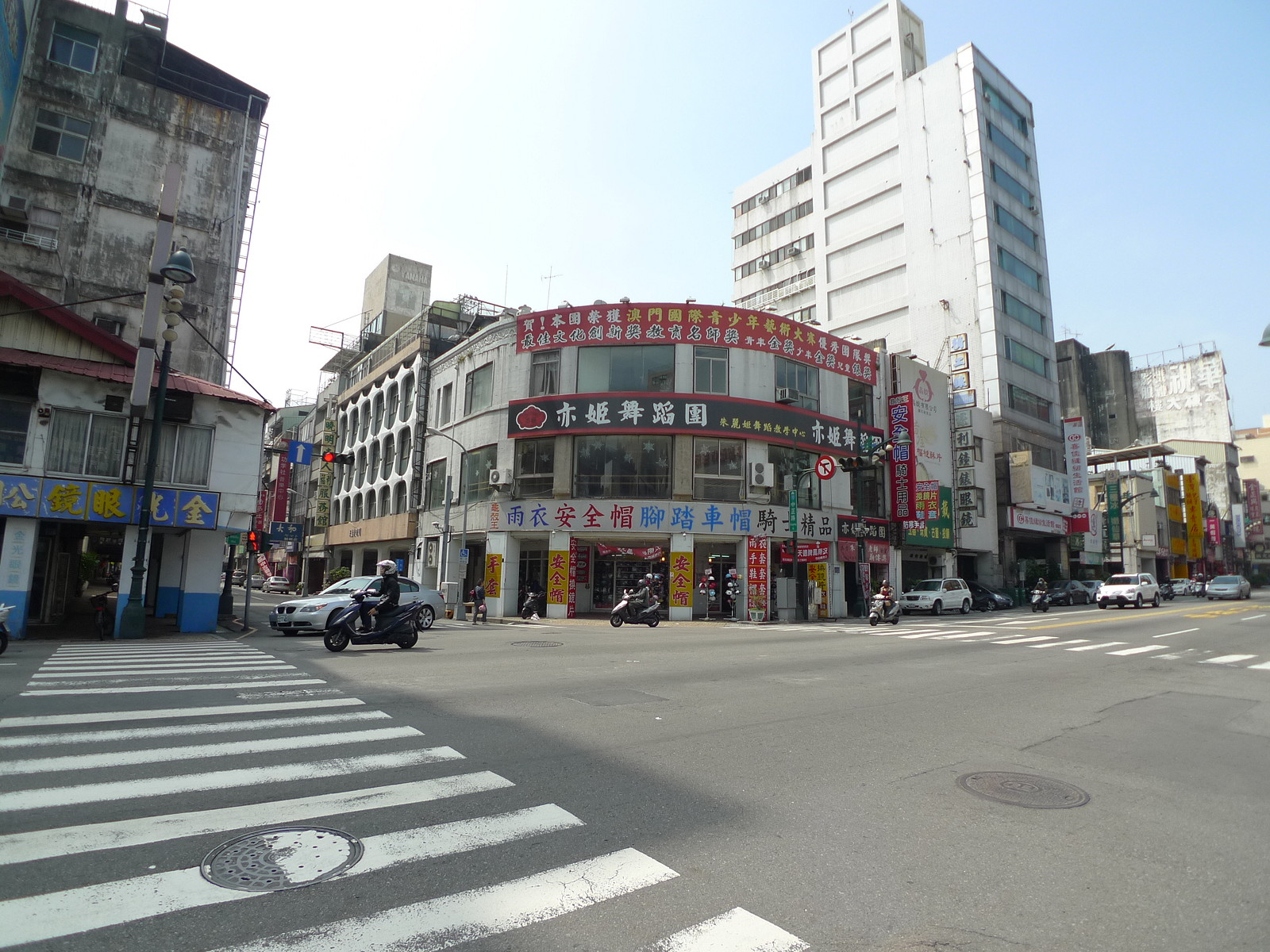
2012年的中央書局，曾經是安全帽專賣店

1925年秋，臺灣文化協會於臺中市召開該會之全島大會，並在會議中討論籌辦文化服務機構事宜。
1927年，莊垂勝等於臺中市寶町三丁目十五番地（後為臺中市中區市府路103號，天主教聖母聖心修女惠華診所附設曉明護理之家現址）創建中央書局；該機構原為臺灣文化協會中臺灣的聚會場所「中央俱樂部」，但因臺灣文化協會分裂而改作中央書局。除書局外，臺灣文化協會也曾計畫設置食堂、講堂、娛樂室等，但因資金不足作罷。該書局之創辦人為莊垂勝，股東有林獻堂、林幼春、陳虛谷、張深切、賴和等。當時，中央書局是中臺灣首間專門進口漢文及日文書籍雜誌的書局，也是全島規模最大的漢語書籍書局；同時，書局內也販售文具及學藝用品、洋畫材料額緣、運動器具及服裝、留聲機及西洋樂器等商品，並出版少量圖書。
九一八事變發生後，中央書局經營逐漸遭遇困難，並多次仰賴增資維持運作。
國民政府接收臺灣後，中央書局遷至原書店倉庫兼員工宿舍處，並於日後成為臺灣地區少數自日治時代開業且持續營運的公司之一。
1950年代，中央書局重啟圖書出版業務，出版《英語單字簡易研究法》、《總統言行錄》等，並隨後設立「出版委員會」。
1998年，中央書局因財務困難而結束營業，並將店面建築物轉賣。後來，店面舊址先後為婚紗店、便利商店、安全帽專賣店等使用。
2015年3月，永豐餘集團旗下信誼基金會與上善人文基金會共同承租中央書局舊址建物。
2016年6月，上善人文基金會取得中央書局舊址建物所有權，並開始計畫恢復其原貌。2019年11月1日起試營運，2020年1月正式開幕。

### 發起及贊成者
中央俱樂部（中央書局前身）的發起人與贊成人多為臺灣文化協會成員，名單如下所示：
- 發起人：張濬哲、陳滿盈（陳虛谷）、賴火烈、林獻堂、林載釗、林資彬、林糊、吳沛然、洪元煌、楊濱嶽、陳炘、杜清、蔡年亨、楊天賦、許金來、林少聰、林月汀、林垂拱、楊路漢、莊垂勝。

- 贊成人：鄭松筠、張煥珪、蔡敏庭、楊木、李春盛、陳朔方、張花、蔡淑崙、蔡枸、李春哮、林子玉、張文煥、蔡江濤、林繼明、林野、呂季園、廖春洋、蔡梅溪、葉允、賴金圳、賴天生、林碧梧、楊瑞銓、許嘉種、李逢春、江登魚、林三奇、楊子培、吳上花、洪清江、林階堂、林世昌、黃凌波、丁瑞圖、張慶章、林幼春、賴振美、黃清波、施江東、張承騰、何添丁、張深水、李進興、施性鰲、林家聰、林梅堂、林茂生、楊老居、許金木、吳沛霖、林津梁、楊肇嘉、賴和、王春興、黃川。

## 軼事
- 尼克森曾在1953年第36任美國副總統任內拜訪中央書局。[8]

## 外部連結
- 中央書局的Facebook專頁
- 寫作中區-writingtaichung: 中央書局 - blogger （页面存档备份，存于）
- 中央書局- 我的後書房- 忽夢少年事- udn部落格 （页面存档备份，存于）